# Het legerkamp der heiligen
Het legerkamp der heiligen (Le camp des saints) is een apocalyptische roman uit 1973 van Jean Raspail. Het boek beschrijft hoe een massale emigratie uit de Derde Wereld naar Frankrijk leidt tot de ineenstorting van de Westerse beschaving.
De titel refereert aan Openbaring 20:9: “Zij kwamen over de breedte van de aarde en omsingelden de legerplaats der heiligen en de geliefde stad.”
Het boek werd in acht talen gepubliceerd, een eerste Nederlandse uitgave verscheen in 2015, een tweede in 2016 onder de titel De Ontscheping. Van de Franse editie ging ongeveer een miljoen exemplaren over de toonbank. In de vierde en voorlopig laatste herdruk uit 2011 werd een nieuw voorwoord opgenomen, getiteld Big Other.

## Samenvatting
In de Gangesdelta neemt een miljoen armen bezit van een vloot van honderd vrachtschepen. De immigranten varen daarop vastbesloten naar het Westen, waar ze hopen een beter leven op te bouwen. De boten stranden ten slotte aan de Azurenkust, onder het oog van een lijdzame Franse overheid. De autochtone bevolking is inmiddels grotendeels op de vlucht geslagen naar het Noorden van het land. Een kleine groep mensen, aangevoerd door de oude professor Calguès weigert zich neer te leggen bij de situatie en gaat in een hardnekkig maar uitzichtloos verzet. Na twee dagen worden ze door het leger uitgeschakeld. De Franse regering heeft ondertussen gecapituleerd voor de invasie van de Indiase gelukzoekers en hen tot het Franse grondgebied toegelaten.
In deze roman, die talrijke verwijzingen bevat naar de Openbaring van Johannes, wordt de ondergang van Frankrijk beschreven, met name het onvermogen van de overheid en de bevolking om krachtdadig te reageren op deze weliswaar vreedzame invasie, met evenwel zware gevolgen voor de Franse samenleving.
Raspail hekelt wat hij beschouwt als de blindheid van een aanzienlijk deel van de publieke opinie, met name politieke en geestelijke leiders, de media en belangengroepen, die zeer welwillend staat jegens het opnemen van migrantenpopulaties. Hij waarschuwt voor de ingrijpende en mogelijk onomkeerbare veranderingen die deze instroom met zich meebrengt voor de aard van onze beschaving. Raspail ziet zichzelf als romancier en niet als politicus. Hij reikt bijgevolg geen oplossingen aan, maar wil de lezer tot nadenken aanzetten.